# Крайняя плоть Иисуса Христа

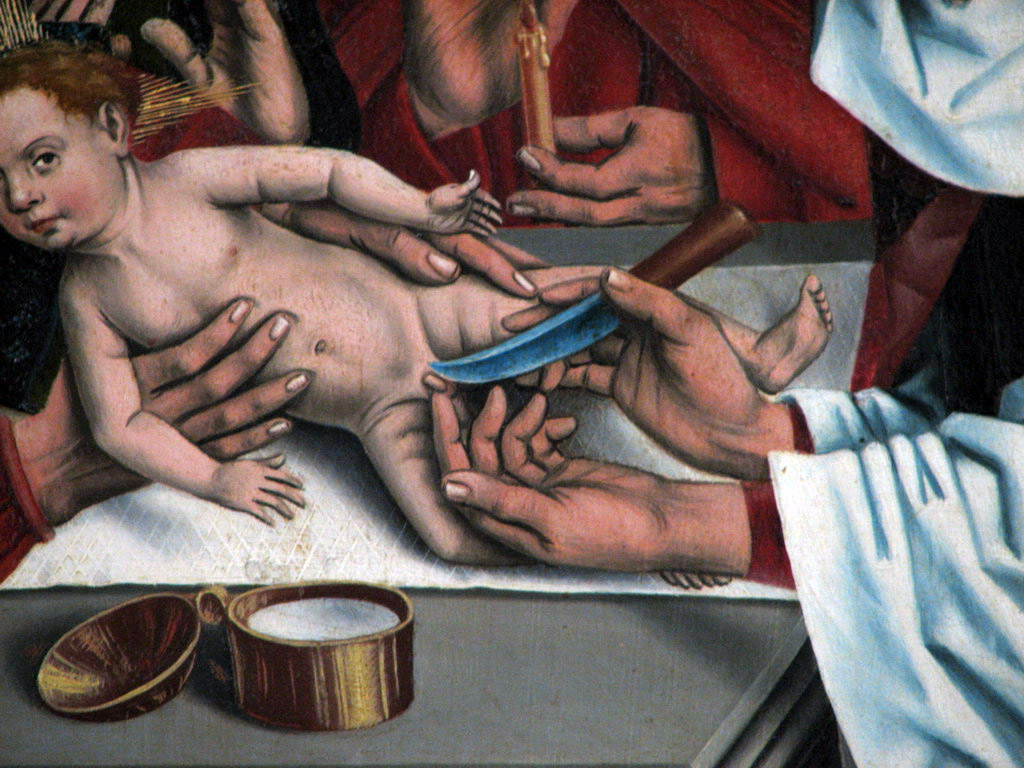
«Обрезание Господне»,
Фридрих Херлин (Friedrich Herlin),
Ротенбург-об-дер-Таубер (Бавария), 1466

Кра́йняя плоть Иису́са Христа́, также свяще́нный препу́ций (лат. præputium, prepucium) — одна из реликвий, связанных с телом Иисуса Христа. Анатомически священный препуций является крайней плотью Иисуса Христа, появившийся в результате его обрезания.
Реликвии приписываются многочисленные чудодейственные свойства.

## Предание
На восьмой день после рождения, по ветхозаветному закону Иисус Христос был обрезан:

Сей есть завет Мой, который вы должны соблюдать между Мною и между вами и между потомками твоими после тебя: да будет у вас обрезан весь мужской пол; обрезывайте крайнюю плоть вашу: и сие будет знамением завета между Мною и вами. Восьми дней от рождения да будет обрезан у вас в роды ваши всякий младенец мужеского пола, рождённый в доме и купленный за серебро у какого-нибудь иноплеменника, который не от твоего семени. Непременно да будет обрезан рождённый в доме твоём и купленный за серебро твоё, и будет завет Мой на теле вашем заветом вечным. Необрезанный же мужеского пола, который не обрежет крайней плоти своей, истребится душа та из народа своего, ибо он нарушил завет Мой.
— Быт. 17:11—14
В Арабском евангелии старуха-еврейка из Иерусалима, пришедшая принять роды Христа, совершила обрезание, забрала священный препуций либо (как оговаривает автор) пуповину (гл. V).

## История
Первые сведения о священном препуции как реликвии начали появляться в Средние века. 25 декабря 800 года Карл Великий якобы передал священный препуций римскому папе Льву III. Карл Великий, вероятней всего, получил реликвию от императрицы Елены.
Препуций был выкраден из Рима во время разграбления в 1527 году, после чего он якобы был снова найден в 1557 году в тюремной камере, в которой находился один из солдат, участвовавших в разграблении.
Вплоть до 1983 года препуций хранился в посёлке Кальката, до тех пор пока его не выкрал местный священник.
Известно в общей сложности до 18-и препуциев, в том числе якобы хранящихся в городах: Ле-Пюи-ан-Веле, Сантьяго-де-Компостела, Антверпене, Шартре, Хильдесхайме, Шарру, Меце, Конке, Лангре, Фекане; Калькате.
В итальянском посёлке Кальката в день Обрезания Господня ежегодно проходили праздничные шествия, в ходе которых препуций проносился по улицам. С 1983 года в связи с кражей реликвии традиция была прервана.
При всей традиционности факта, существует парадокс фактического (за исключением картин обряда) отсутствия обрезанного в изображениях ребенка-Христа на всей протяженности европейской,и любой другой школы живописи.